# Perly-Certoux
Perly-Certoux est une commune suisse du canton de Genève.

## Géographie
La commune se trouve à la frontière avec la France. Son principal cours d'eau est la rivière de l'Aire. 
La commune de Perly-Certoux est située sur l'axe Genève-Saint-Julien-en-Genevois, en frontière du territoire français, à proximité de l'autoroute de contournement de Genève. Une zone de commerce et d'artisanat s'est développée sur cet axe urbanisé, parallèlement à la zone d'habitation. 
Mais la commune de Perly-Certoux participe aussi au paysage genevois des communes rurales et se situe, au nord-ouest, sur une importante pénétrante de verdure comprenant l'Aire, ses parties boisées et sa plaine agricole et maraîchère. 
S'ils comprennent quelques exploitations agricoles ou viticoles, le village de Certoux et l'ancien village de Perly sont essentiellement résidentiels.
Le territoire de Perly-Certoux s'étend sur 2,53 km2. Lors du relevé de 2013-2018, les surfaces d'habitations et d'infrastructures représentaient 28,7 % de sa superficie, les surfaces agricoles 68,1 %, les surfaces boisées 3,1 % et les surfaces improductives 0,8 %.
La commune comprend les localités de Perly et Certoux. Elle est limitrophe des communes genevoises de Confignon, Plan-les-Ouates, Bardonnex, Bernex et Soral ainsi que de la commune française de Saint-Julien-en-Genevois en Haute-Savoie.

## Histoire
Une villa gallo-romaine, luxueuse propriété de taille importante datant la fin du Ier siècle et du IVe siècle a été identifiée en 1924 et 1935 déjà par l'archéologue Louis Blondel. Elle a été fouillée de manière extensive en 2009-2010 et ces travaux ont en outre permis de mettre en évidence des vestiges antérieurs à la période romaine. Certains pourraient remonter au Néolithique ou à l'Âge du Bronze, tandis qu'un autre ensemble de céramique est caractéristique de  la fin de l'époque gauloise à l'Âge du fer, c'est-à-dire La Tène, du Ier siècle av. J.-C. jusqu'au tournant de notre ère. La parcelle a fait l'objet de nouvelles investigations en 2014-2015.
Le site a ensuite été réoccupé par un établissement médiéval entre les Xe et XIVe siècles. Perly n'ayant jamais eu d'église ou de chapelle, les vestiges de maçonnerie découverts doivent appartenir à un petit établissement rural, sans doute un hameau ou un petit village composé de bâtiments construits pour l'essentiel en matériaux légers. 
Avant la Réforme, les villages Perly et Certoux étaient sous la juridiction de la seigneurie de Ternier, proche de Saint-Julien-en-Genevois. Les armoiries de la commune sont empruntées à celles des sires de Ternier.
Après la période d'occupation bernoise et le retour à la Savoie en 1601, les deux villages dépendent de Saint-Julien-en-Genevois, administrativement et aussi concernant la paroisse catholique. À la suite des guerres napoléoniennes, Perly et Certoux sont rattachés au nouveau canton de Genève en 1815, au sein de la commune de Compesières, qui comprend aussi Bardonnex et Plan-les-Ouates. La commune de Perly-Certoux est issue de la division de Compesières en 1821.

## Politique

### Administration
Le Conseil administratif est composé de trois conseillers administratifs, dont l'un exerce les fonctions de maire pendant un an. Ils se répartissent les dicastères pour la législature de cinq ans. L'exécutif de la commune, entré en fonction le 1er juin 2025, se compose de la façon suivante :
| Identité              | Étiquette           | Étiquette | Fonction (Période 2025-2026) | Dicastères                                                                                |
| --------------------- | ------------------- | --------- | ---------------------------- | ----------------------------------------------------------------------------------------- |
| Christophe Hottelier  | Vivre Perly-Certoux |           | Conseiller administratif     | Finances & Administration -Aménagement du Territoire -Développement économique & Mobilité |
| Prisca Wasem          | La Devise           |           | Maire                        | Bâtiments, Infrastructures & Routes - Environnement                                       |
| Gaëlle Giuntini-Favre | La Devise           |           | Conseillère administrative   | Cohésion sociale & Jeunesse - Culture-Sport et Vie associative - Sécurité                 |

Le Conseil municipal est composé de 19 membres. Il est dirigé par un bureau composé d'un président, d'un vice-président et d'un secrétaire. Des commissions, dans lesquelles les partis élus au conseil municipal sont représentés par un ou deux commissaires, proportionnellement à leur nombre de sièges en plénière, traitent des sujets particuliers : finances, bâtiments, affaires sociales, etc. Le Conseil municipal exerce des fonctions délibératives et consultatives mais il ne peut pas rédiger des lois.[réf. nécessaire]
À la suite des élections municipales du 23 mars 2025, le Conseil municipal est renouvelé et est représenté de la manière suivante : 
| Parti                       | Voix | Suffrages en % | +/-   | Sièges | +/- |
| --------------------------- | ---- | -------------- | ----- | ------ | --- |
| La Devise                   | 387  | 44,49 %        | 6,66  | 8 / 19 | 2   |
| Vivre Perly-Certoux         | 296  | 35,03 %        | 35,03 | 7 / 19 | 7   |
| Ensemble pour Perly-Certoux | 182  | 20,48 %        | 20,48 | 4 / 19 | 4   |

### Liste des maires puis des conseillers administratifs
Entre 1815 et 2015, la commune de Perly-Certouy n'avait pas de Conseil administratif mais seulement des maires et des adjoints élus par la population.
| Période                                  | Période     | Identité         | Étiquette | Qualité                                                                         |
| ---------------------------------------- | ----------- | ---------------- | --------- | ------------------------------------------------------------------------------- |
| Les données manquantes sont à compléter. |             |                  |           |                                                                                 |
| 1er juin 1995                            | 31 mai 2007 | Christiane Favre | La Devise | Députée au Grand Conseil du canton de Genève de 2005 à 2009 puis de 2010 à 2013 |
| 1er juin 2007                            | 31 mai 2015 | Fernand Savigny  | La Devise | Adjoint au maire de 1995 à 2007                                                 |

Dès 2015, la commune se dote d'un Conseil administratif constitué de trois membres.
| Période         | Période        | Identité              | Étiquette               | Qualité                                                                    |
| --------------- | -------------- | --------------------- | ----------------------- | -------------------------------------------------------------------------- |
| 1er juin 2015   | 1er avril 2018 | Yves Marie Trono      | La Devise               | Adjoint au maire de 2011 à 2015 Maire en 2015-2016                         |
| 1er juin 2015   | 31 mai 2020    | Christian Gorce       | La Devise               | Adjoint au maire de 2009 à 2015 Maire en 2016-2017 et 2018-2019            |
| 1er juin 2015   | 31 mai 2025    | Fernand Savigny       | La Devise               | Adjoint au maire de 1995 à 2007 Maire en 2017-2018, 2020-2021 et 2024-2025 |
| 14 octobre 2018 | 31 mai 2025    | Steve Delaude         | Alternative villageoise | Maire en 2019-2020, 2021-2022 et 2023-2024                                 |
| 1er juin 2020   | en cours       | Prisca Wasem          | La Devise               | Maire en 2022-2023 et depuis 2025                                          |
| 1er juin 2025   | en cours       | Christophe Hottelier  | Vivre Perly-Certoux     |                                                                            |
| 1er juin 2025   | en cours       | Gaëlle Giuntini-Favre | La Devise               |                                                                            |

## Population et société

### Démographie

#### Évolution de la population
La commune compte 3 194 habitants au 31 décembre 2023 pour une densité de population de 1 262 hab/km2. Sur la période 2010-2023, sa population a augmenté de 10,5 % (canton : 14,6 % ; Suisse : 9,4 %).  

#### Pyramide des âges
En 2023, le taux de personnes de moins de 30 ans s'élève à 33,8 %, similaire à la valeur cantonale (33,7 %). Le taux de personnes de plus de 60 ans est quant à lui de 24,7 %, alors qu'il est de 22,2 % au niveau cantonal.
La même année, la commune compte 1 514 hommes pour 1 680 femmes, soit un taux de 47,4 % d'hommes, inférieur à celui du canton (48,3 %).
| Hommes | Classe d’âge | Femmes |
| ------ | ------------ | ------ |
| 0,5    | 90 ans ou +  | 1,3    |
| 7,8    | 75 à 89 ans  | 10,9   |
| 13,5   | 60 à 74 ans  | 15,4   |
| 21,9   | 45 à 59 ans  | 20,8   |
| 20,9   | 30 à 44 ans  | 19,8   |
| 19,4   | 15 à 29 ans  | 16,0   |
| 16,1   | - de 14 ans  | 16,0   |

| Hommes | Classe d’âge | Femmes |
| ------ | ------------ | ------ |
| 0,7    | 90 ans ou +  | 1,5    |
| 6,5    | 75 à 89 ans  | 8,8    |
| 13,0   | 60 à 74 ans  | 13,8   |
| 21,7   | 45 à 59 ans  | 21,5   |
| 22,9   | 30 à 44 ans  | 22,4   |
| 18,6   | 15 à 29 ans  | 17,2   |
| 16,7   | - de 14 ans  | 14,8   |

## Culture et patrimoine

### Héraldique
| Blason | Blasonnement : D'or à trois pals d'azur, au chef de gueules chargé de trois épis de blé d'or. |

### Folklore et manifestations
La commune célèbre le Feuillu, une fête printanière,. Celle-ci est généralement organisée le premier samedi du mois de mai (contrairement à d'autres communes qui le fêtent un dimanche) car ce sont les élèves de l'école primaire de Perly-Certoux qui, la veille, décorent le char du Feuillu avec des branchages et des fleurs fraîches. Chaque année, un élève du cycle élémentaire (environ 4-6 ans) est élu Roi ou Reine de Mai et défile avec son ou sa bien-aimé(e).
À Certoux, on célèbre aussi les Failles, à une date aux alentours du Premier dimanche de carême. Les Failles mettent à l'honneur les habitants de la commune qui célèbrent dans l'année leurs 10, 20, 30, 40 ans... ou tout autre changement de dizaine. La tradition consiste, pour les jubilaires, à brûler des perches enrobées de paille, de sarments et de roseaux le soir à l'apparition de la première étoile, au lieu-dit « le couvert de Certoux », auparavant près du cimetière. Cette coutume se nomme les brandons ailleurs en Suisse romande.